# Sobekemsaf II
Sejemra Shedtauy - Sobekemsaf o Sobekemsaf II, faraón de la dinastía XVII de Egipto que gobernó c. 1570 a. C., durante el segundo periodo intermedio.
Fue hijo de Sobekemsaf I y de la reina Nubemhet.
Egipto fue gobernado en esta época por varios reyes coetáneos. Ahora se acepta que Sejemra Shedtauy Sobekemsaf fue el padre de Intef VI e Intef VII basándose en una inscripción grabada en la jamba pétrea de una puerta, descubierta en las ruinas de un templo en Gebel Intef que fue construido en época de Intef VII. Sin embargo, la jamba sólo menciona a un rey Sobekem... como padre de Intef: Intef, engendrado por Sobekem...

## El robo de la tumba de Sobekemsaf
El papiro Abbott y el Leopold-Amherst, fechados en el reinado de Ramsés IX, establece que la tumba de Sejemra Shedtauy Sobekemsaf fue expoliada y destruida por ladrones de tumbas. Las confesiones y pruebas de los hombres responsables de saquear esta tumba son detallados en el último papiro, que está fechado el año 16º de Ramsés IX, día 22 de III Peret. 
Este documento relata que un cierto Amenpnufer, el hijo de Anhernajt, un cantero del templo de Amón-Ra "cayó en el hábito de robar las tumbas [de reyes y nobles en Tebas occidental] en compañía del cantero Hapiuer", y cómo ellos robaron la tumba de Sobekemsaf y su esposa junto con otros seis cómplices en el año 13º de Ramsés IX.
Amenphufer indica que los tesoros robados de las dos momias reales ascendieron a "160 deben de oro" (14,5 kg), al final del documento está la sentencia dictada para los ladrones (probable pena de muerte) y la anotación de que una copia del expediente oficial fue enviada al faraón Ramsés IX, en el Bajo Egipto.

## Testimonios de su época
Hay varios monumentos y objetos fechados en tiempos de Sobeknemsaf: se ha encontrado una estatua, una estela y algunas inscripciones en roca, en la zona de Tebas. Hay numerosos escarabeos. También hay dos obeliscos, uno de ellos en el Museo de El Cairo, otro, perdido, probablemente en poder de algún coleccionista privado.

## Titulatura
| Titulatura | Jeroglífico | Transliteración (transcripción) - traducción - (referencias) |

| N5 | S42 | F30 | N17 · N17 |

| N5 | S42 | F30 | N17 · N17 |

| N5 | S42 | F30 | N17 · N17 |

| N5 | S42 | F30 | N17 · N17 |

| N5 | S42 | F30 | N17 · N17 |

| N5 | S42 | F30 | N17 · N17 |

| N5 | S42 | F30 | N17 · N17 |

| N5 | S42 | F30 | N17 · N17 |

| N5 | S42 | F30 | N17 · N17 |

| N5 | S42 | F30 | N17 · N17 |

| N5 | S42 | F30 | N17 · N17 |

| N5 | S42 | F30 | N17 · N17 |

| N5 | S42 | F30 | N17 · N17 |

| N5 | S42 | F30 | N17 · N17 |

| N5 | S42 | F30 | N17 · N17 |

| N5 | S42 | F30 | N17 · N17 |

| N5 | S42 | F30 · D46 | A24 | R19 | t · O49 | G7 |

| N5 | S42 | F30 · D46 | A24 | R19 | t · O49 | G7 |

| N5 | S42 | F30 · D46 | A24 | R19 | t · O49 | G7 |

| N5 | S42 | F30 · D46 | A24 | R19 | t · O49 | G7 |

| N5 | S42 | F30 · D46 | A24 | R19 | t · O49 | G7 |

| N5 | S42 | F30 · D46 | A24 | R19 | t · O49 | G7 |

| N5 | S42 | F30 · D46 | A24 | R19 | t · O49 | G7 |

| N5 | S42 | F30 · D46 | A24 | R19 | t · O49 | G7 |

| N5 | S42 | F30 · D46 | A24 | R19 | t · O49 | G7 |

| N5 | S42 | F30 · D46 | A24 | R19 | t · O49 | G7 |

| N5 | S42 | F30 · D46 | A24 | R19 | t · O49 | G7 |

| N5 | S42 | F30 · D46 | A24 | R19 | t · O49 | G7 |

| N5 | S42 | F30 · D46 | A24 | R19 | t · O49 | G7 |

| N5 | S42 | F30 · D46 | A24 | R19 | t · O49 | G7 |

| N5 | S42 | F30 · D46 | A24 | R19 | t · O49 | G7 |

| N5 | S42 | F30 · D46 | A24 | R19 | t · O49 | G7 |

| I4 | m | V16 · f |

| I4 | m | V16 · f |

| I4 | m | V16 · f |

| I4 | m | V16 · f |

| I4 | m | V16 · f |

| I4 | m | V16 · f |

| I4 | m | V16 · f |

| I4 | m | V16 · f |

| I4 | m | V16 · f |

| I4 | m | V16 · f |

| I4 | m | V16 · f |

| I4 | m | V16 · f |

| I4 | m | V16 · f |

| I4 | m | V16 · f |

| I4 | m | V16 · f |

| I4 | m | V16 · f |